# Menhir Peïro Plantado

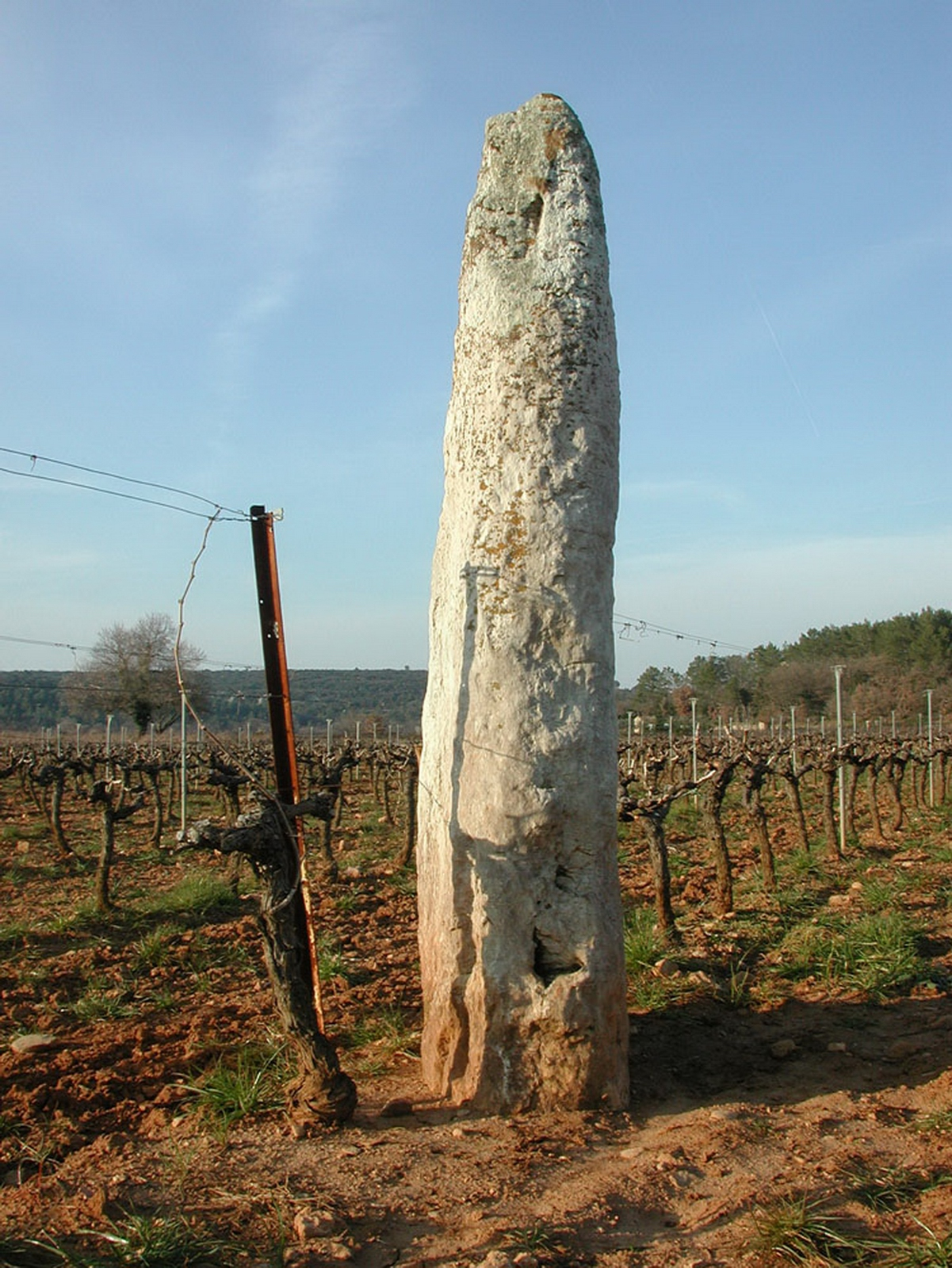
Peïro Plantado

Der Menhir Peïro Plantado, auch Menhir von Champduy genannt, ist ein Menhir in einem Weinberg in Cabasse im Département Var in Frankreich.
Der ovale Menhir aus Kalkstein hat an der Basis einen Durchmesser von 0,5 m und ist 2,25 m hoch. Nach Angaben von Laflotte ließ der Besitzer des Feldes 1866 am Fuße des Menhirs bis zu 1,0 m tief graben, was zur Neigung des Menhirs führte. Er fand einige Abschläge aus Feuerstein und Holzkohle. Die Untersuchung ergab auch, dass der Menhir sich zu seiner Basis hin erweitert.
Der 1889 als Monument historique eingestufte Stein wurde 1924 vom neuen Besitzer des Grundstücks aufgerichtet.